# Янушковичский сельсовет
Янушковичский сельсовет — административная единица на территории Логойского района Минской области Республики Беларусь. Административный центр — деревня Янушковичи.
Янушковичский сельский исполнительный комитет расположен на северо-востоке Логойского района. Расстояние до районного центра — Логойска — 20 километров.

## Состав
Янушковичский сельсовет включает 37 населённых пунктов:
- Айнаровичи — деревня.
- Аскрышино — деревня.
- Бобры — деревня.
- Бориски — деревня.
- Бояры — деревня.
- Бухновичи — деревня.
- Великие Бесяды — деревня.
- Вепраты — деревня.
- Дашки — деревня.
- Дениски — деревня.
- Жабичи — деревня.
- Жиличи — деревня.
- Калачи — агрогородок.
- Каниковичи — деревня.
- Карпиловка — деревня.
- Козлевщина — деревня.
- Коммуна — деревня.
- Кременец — деревня.
- Малые Бесяды — деревня.
- Малые Янушковичи — деревня.
- Мочулище — деревня.
- Мышицы — деревня.
- Мышковичи — деревня.
- Ольховка — деревня.
- Павленяты — деревня.
- Паныши — деревня.
- Подворяне — деревня.
- Ратьковичи — деревня.
- Серпищино — деревня.
- Слижино — деревня.
- Совденевичи — деревня.
- Стайки — деревня.
- Трусовичи — деревня.
- Хоружинцы — деревня.
- Якубовичи Боровые — деревня.
- Якубовичи Горовые — деревня.
- Янушковичи — деревня.

Упразднённые населённые пункты:
- Окопы — хутор.
- Селище — хутор.

## Производственная сфера
- СПП ЗАО «МИЗ»
- ООО «СНБ-АГРО»
- ООО «Промстройдеталь»
- СПП «Метрон»
- КУП «Янушковичское»
- Пансионат «Рудня»
- Янушковичское лесничество

## Социально-культурная сфера
- Дома культуры д. Калачи и Янушковичи
- Библиотеки д. Калачи и Янушковичи
- Янушковичская СУБ
- Калачевский ФАП
- ГУО « Янушковичская средняя общеобразовательная школа»
- ГУО «Калачевская средняя общеобразовательная школа»
- Янушковичский и Калачевский детские сады
- Филиал Литературного музея Янки Купалы «Окопы» в д. Хоружинцы